# 弥勒站

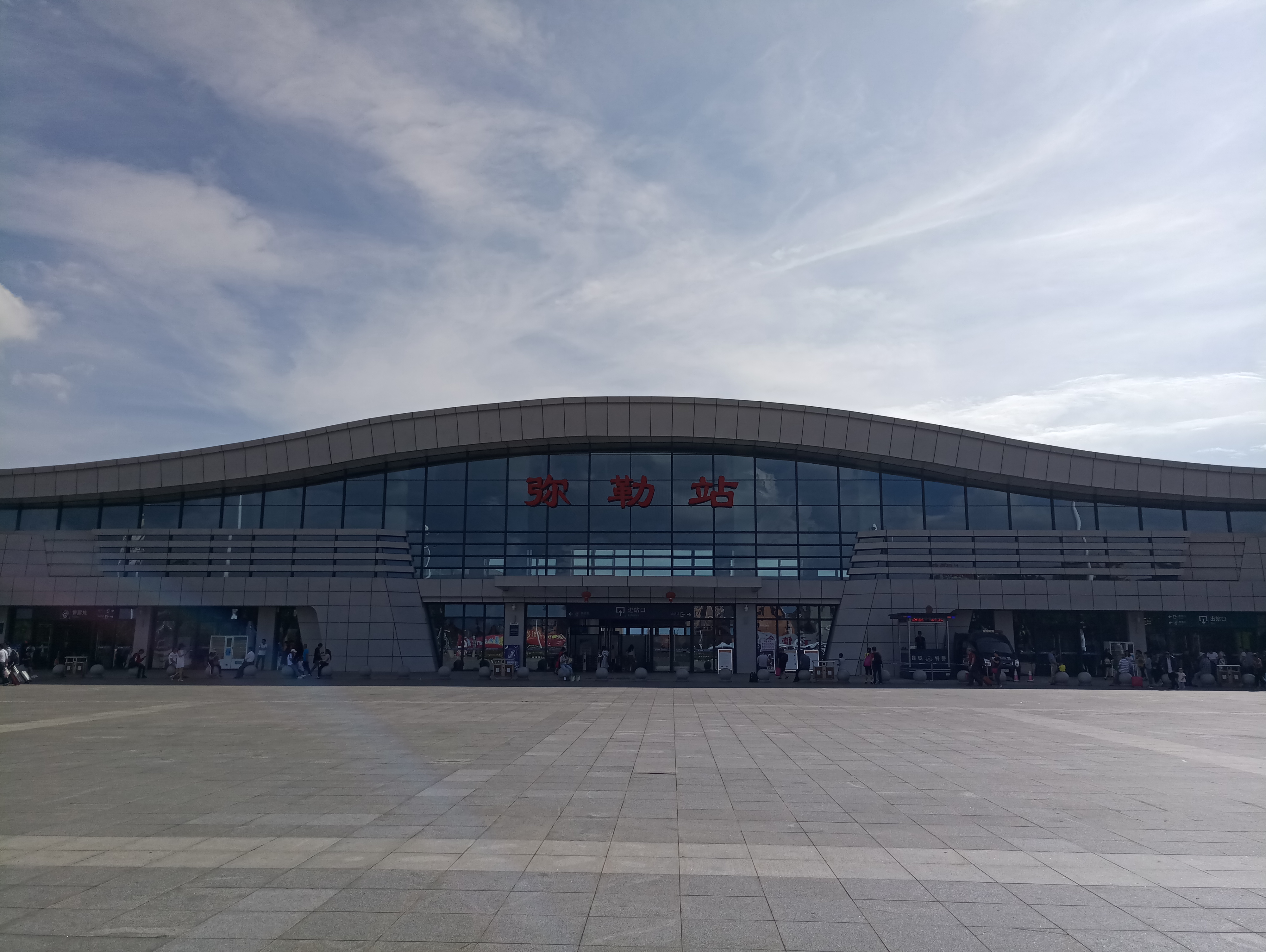
车站站房（2019年）

弥勒站，位于中华人民共和国云南省红河哈尼族彝族自治州弥勒市新哨镇东风农场普龙村，是南昆客运专线上的火车站，于2016年12月28日启用，由昆明铁路局昆明车务段管辖。弥蒙铁路也从该站引出。

## 車站周邊
- 广昆高速公路

## 歷史
- 2016年12月28日正式启用。
- 2020年3月至12月，弥勒站进行了提升改造，站房面积由3497.4平方米增加至约12000平方米。[7]

## 外部連結
- 中国铁路客户服务中心 （页面存档备份，存于）